# Katy Bødtger
Katy Bødtger, née le 28 décembre 1932 à Copenhague et morte le 1er mai 2017, est une chanteuse danoise.
Elle est notamment connue pour avoir représenté le Danemark au Concours Eurovision de la chanson 1960 à Londres, avec la chanson Det var en yndig tid.